# Definitely, Maybe
Definitely, Maybe és una comèdia i una pel·lícula romàntica de 2008 dirigida per Adam Brooks i protagonitzada per Ryan Reynolds, Isla Fisher, Rachel Weisz, Elizabeth Banks i Abigail Breslin.

## Argument
Will Hayes (Ryan Reynolds) és un pare de 38 anys que es troba enmig d'un divorci. Després d'una classe sobre educació sexual, la seva filla de 10 anys, Maya (Abigail Breslin), insisteix en sentir la història de com es van conèixer els seus pares. Will cedeix, però decideix canviar els noms i alguns dels fets, creant així una història d'amors misteriosa. Maya tracta d'endevinar quin dels diferents amors que apareixen serà la seva mare. La història es representa amb escenes retrospectives. De tant en tant la pel·lícula torna a l'actualitat, on Maya fa preguntes.
La història comença el 1992, quan Will, un ingenu aspirant a polític, s'allunya de Wisconsin i de la seva núvia de la universitat, Emily (Elizabeth Banks) i va a Nova York per treballar en la campanya de Bill Clinton. Durant molts anys, Will es veu involucrat amb diverses dones que entren i surten de la seva vida. April (Isla Fisher) és la noia que fa fotocòpies per a la campanya. Will i April tenen una trobada casual fora del treball, on Will li explica que li va a proposar matrimoni a Emily, i fan un simulacre molt intens.
Una altra núvia és Summer Hartley (Rachel Weisz), amiga d'Emily i aspirant a periodista que aconsegueix provocar un escàndol amb article sobre un dels clients polítics de Will
Emily torna a entrar en la vida de Will i resulta ser la mare de Maya i exdona de Will. Will li explica a Maya que el final feliç de la relació és haver-la tingut a ella.
Un cop Maya coneix qui de les núves és la seva mare, queda satisfeta però també s'adona que el seu pare no és feliç i que encara estima a April. En la història, Will canvià els noms d'Emily (Sarah en la vida real) i de Summer (Natasha en la vida real), però no el d'April. Encoratjat per Maya, van a l'apartament d'April on Will li confessa que es va aferrar al llibre de Jane Eyre, perquè era l'única cosa que li quedava d'ella. Acaben els tres anant a l'apartament d'April.

## Repartiment
- Ryan Reynolds és William Mathew 'Will' Hayes.
- Isla Fisher és April Hoffman.
- Abigail Breslin és Maya Hayes.
- Elizabeth Banks és Emily Jones / Sarah Jones.
- Rachel Weisz és Summer Hartley / Natasha Harley.
- Kevin Kline és el Professor Hampton Roth.
- Derek Luke és Russell T. McCormack
- Adam Ferrara és Gareth.
- Annie Parisse és Anne.
- Liane Belaven és Kelly.
- Nestor Serrano és Arthur Robredo.

## Crítica
Definitely, Maybe va rebre crítiques generalment positives dels crítics. El 20 de juny de 2008, el agregador de revisió Rotten Tomatoes va certificar "fresc" amb 73 % dels crítics donant-li positiu en els exàmens de la pel·lícula, sobre la base de 102 comentaris. El lloc també li va donar el consens, "Comporta un guió intel·ligent i carismàtic, Definitely, Maybe és una pel·lícula refrescant en el gènere de comèdia romàntica".Metacritic va informar que la pel·lícula tenia una puntuació mitjana de 59 sobre 100, basat en 30 Comentaris.
En el seu primer cap de setmana, la pel·lícula va recaptar $9,7 milions de dòlars en 2.204 cinemes als Estats Units i el Canadà, el rànquing #5 en la taquilla. Al 28 de setembre de 2008, la pel·lícula ha recaptat $55.447.968 dòlars a tot el món.